# Baya Kasmi
Pour les articles homonymes, voir Kasmi.
Baya Kasmi est une réalisatrice, scénariste et actrice française, née à Toulouse en 1978.
Son scénario du film Le Nom des gens, inspiré de sa propre vie, a remporté le César du meilleur scénario original lors de la 36e cérémonie des César en 2011.

## Biographie

### Enfance
Baya Kasmi naît à Toulouse en 1978, d'un père algérien carreleur qui peint et expose parfois ses tableaux et d'une mère française qui s'est occupée de personnes âgées, a travaillé dans une librairie et a enseigné le tai-chi. Alors que Baya Kasmi a 3 ans, la famille, sans réponse à sa demande de HLM en France, vit 3 mois à Béni Saf en Algérie. La famille reçoit ensuite un logement à Toulouse, où Baya Kasmi et ses trois frères et sœurs grandissent, dans le quartier du Mirail. Ses parents lui transmettent le goût du cinéma, via les réalisateurs Chaplin et Hitchcock du côté de son père et via le réalisateur Rohmer du côté de sa mère.
De 7 à 10 ans, Baya Kasmi est abusée sexuellement par son professeur de piano, sujet qu'elle traite dans son court-métrage J’aurais pu être une pute puis dans son long-métrage Je suis à vous tout de suite.

### Études
Elle obtient son baccalauréat [réf. nécessaire], option cinéma audiovisuel au lycée Joséphine Baker de Toulouse, (anciennement "lycée polyvalent") puis commence des études de droit, durant lesquelles elle est bénévole d'un festival de court-métrage.

### Carrière
Venue à Paris en 2001, elle est standardiste à Canal+ puis scénariste d'une série télé jeunesse,. Elle collabore au comité de lecture de MK2-Distribution[réf. nécessaire].
En 2010, elle est coscénariste avec Michel Leclerc du film Le Nom des gens, qui reçoit le César du meilleur scénario original. Le film naît de leur exaspération commune d'être assignés à leur identité, maghrébine pour elle et juif pour lui. En 2014, elle écrit le scénario du film Hippocrate et réalise Je suis à vous tout de suite.

### Vie privée
Elle se déclare « athée, laïque, de gauche, du côté des femmes ». Elle est la compagne du réalisateur Michel Leclerc, avec qui elle collabore régulièrement.

## Filmographie
Sauf indication contraire, les informations mentionnées dans cette section peuvent être confirmées par les bases de données cinématographiques IMDb et Allociné,  présentes dans la section « Liens externes ».

### Réalisatrice
- 2002 : Je ne suis pas une crêpe (court métrage)[réf. nécessaire]
- 2010 : making of du film Le Nom des gens (documentaire)[réf. nécessaire]
- 2011 : J'aurais pu être une pute (court métrage)
- 2015 : Je suis à vous tout de suite
- 2019 : Le Grand Bazar (série télévisée)
- 2023 : Youssef Salem a du succès
- 2024 : Mikado[7]
- 2025 : Le Parfum du bonheur (série télévisée)

### Scénariste

#### Cinéma
- 2002 : Je ne suis pas une crêpe (court métrage) d'elle-même[réf. nécessaire]
- 2010 : Le Nom des gens de Michel Leclerc
- 2011 : J'aurais pu être une pute (court métrage) d'elle-même
- 2014 : Hippocrate de Thomas Lilti
- 2015 : Je suis à vous tout de suite d'elle-même
- 2015 : La Vie très privée de monsieur Sim de Michel Leclerc
- 2015 : Paris-Willouby de Quentin Reynaud et Arthur Delaire - collaboration à l'écriture
- 2016 : Médecin de campagne de Thomas Lilti
- 2017 : Ôtez-moi d'un doute de Carine Tardieu - collaboration à l'écriture
- 2019 : La Lutte des classes de Michel Leclerc
- 2022 : Les Goûts et les Couleurs de Michel Leclerc
- 2023 : Youssef Salem a du succès d'elle-même
- 2025 : Le Mélange des genres de Michel Leclerc

#### Télévision
- 2002  : Âge sensible (série télévisée)
- 2004  : Ma Terminale (série télévisée)
- 2005 : Le Cocon, débuts à l'hôpital (mini-série en 6 épisodes)
- 2007 : Fais pas ci, fais pas ça (série télévisée) - saison 1, épisode L'Anniversaire des filles
- 2007 : Famille d'accueil (série télévisée), épisode Le Prisonnier - histoire originale
- 2007-2010 : Cœur Océan (série télévisée)
- 2008 : Chante ! (série télévisée), épisode Un job à tout prix
- 2010 : Histoires de vies (série télévisée), épisode Ceux qui aiment la France
- 2012 : Clash (série télévisée) + créatrice
- 2019 : Le Grand Bazar (série télévisée) + créatrice

### Actrice
- 2006 : J'invente rien de Michel Leclerc : l'ouvrière rousse
- 2015 : La Vie très privée de monsieur Sim de Michel Leclerc : la blonde dans la boîte de nuit
- 2016 : La Fine Équipe de Magaly Richard-Serrano : Dom
- 2018 : À genoux les gars d'Antoine Desrosières : la tante
- 2018 : Bonhomme de Marion Vernoux : Sybille
- 2019 : Les Fauves de Vincent Mariette : Christine, la mère
- 2019 : Deux fils de Félix Moati : Agathe
- 2019 : La Lutte des classes de Michel Leclerc : Mlle Delamarre, l'enseignante
- 2021 : Jeune et golri (mini-série télévisée) : Rose
- 2021 : Les Fantasmes de David Foenkinos et Stéphane Foenkinos : la mère de Timothée
- 2022 : Les Goûts et les Couleurs de Michel Leclerc : la dame de la SACEM
- 2022 : Le Premier venu de Michel Leclerc : Sara
- 2023 : Youssef Salem a du succès d'elle-même : la mère de Youssef dans le roman

### Autres
- 2011 : J'aurais pu être une pute (court métrage) d'elle-même - productrice
- 2015 : Je suis à vous tout de suite d'elle-même - parolière de la chanson du film
- 2020 : Pingouin et Goéland et leurs 500 petits de Michel Leclerc - directrice de la photographie

## Distinctions
Sauf indication contraire, les informations mentionnées dans cette section peuvent être confirmées par les bases de données cinématographiques IMDb et Allociné,  présentes dans la section « Liens externes ».

### Récompenses
- Grand prix du meilleur scénariste 2008 : Grand Prix pour Baya Kasmi et Michel Leclerc[8] pour Le Nom des gens
- César 2011 : meilleur scénario original pour Le Nom des gens
- Festival international du court métrage de Clermont-Ferrand 2011 : prix SACD de la meilleure première œuvre de fiction pour J'aurais pu être une pute
- Festival du film de Cabourg 2011 : meilleure réalisatrice de court métrage pour J'aurais pu être une pute

### Nominations et sélections en compétition
- Festival Jean-Carmet 2011 : en compétition dans la compétition second rôle pour J'aurais pu être une pute
- César 2012 : meilleur court métrage pour J'aurais pu être une pute
- Nuit des Lutins 2012 : en compétition pour le meilleur court métrage pour J'aurais pu être une pute
- My French Film Festival 2012 : en compétition pour le meilleur court métrage pour J'aurais pu être une pute
- Festival Désir... Désirs 2012 : en compétition pour le meilleur court métrage pour J'aurais pu être une pute
- Prix Lumières 2015 : meilleur scénario pour Hippocrate
- César 2015 : meilleur scénario original pour Hippocrate